# Морська камбала
Морська камбала (Pleuronectes) — це рід риб родини камбалових.

Як і всі риби родини камбалових, риба з роду Морські камбали мають асиметричні тіла з землею та їх очі розташовані на одній стороні тіла.

## Види
- Pleuronectes platessa (Linnaeus, 1758)
- Pleuronectes putnami
- Pleuronectes quadrituberculatus (Pallas, 1814).

## Див.також
- Річкова камбала
- Палтус